# The Family
The Family est un incubateur d'entreprises fondé à Paris en 2013 par Alice Zagury, Oussama Ammar et Nicolas Colin, fonctionnant en « tout à distance » depuis 2020, à la suite de la fermeture de ses locaux de Paris, Londres (siège du groupe depuis 2014), et Berlin.
En 2022, l'entreprise est secouée par un litige avec son cofondateur Oussama Ammar, et par la demande de liquidation judiciaire de sa filiale parisienne.

## Activité
L'objectif affiché par l'entreprise est de promouvoir l'émergence d'un écosystème de startups européennes dans le champ de l'économie numérique.
L'entreprise fournit aux startups de son portefeuille de l'accompagnement et des services en contrepartie d'une entrée à leur capital à hauteur de 1 % à 7 % (selon la source sur laquelle on s'appuie),,,,,. L'aide proposée avant la fermeture des locaux comprenait aussi un accompagnement à l'international via les différents bureaux (à Paris, Londres, Berlin et, un temps, Bruxelles).
Les locaux de l'entreprise ont longtemps accueilli des conférences visant à promouvoir l'entrepreneuriat et le thème de la transition numérique. Les vidéos de ces rencontres sont publiées en ligne. Mais en septembre 2020, The Family ferme ses locaux à Paris, Londres et Berlin, et annonce changer de modèle en basculant en « tout à distance ».
Dans son entreprise de promotion de l'entrepreneuriat numérique, The Family a repris le concept de « barbares » tiré d'Alessandro Barrico dans son essai Les barbares : Essai sur la mutation, publié en France en 2014. Pour TheFamily, les barbares désignent les entreprises ayant grandi dans l'économie numérique. Il s'agit d'une métaphore pour comparer aux invasions barbares les bouleversements liés à l'avènement d'une société et d'un style de vie numériques. L'avènement des barbares s'accompagne du renversement des modèles traditionnels par de nouveaux modèles rendus possibles par une révolution technologique. Certains exemples cités sont les modèles économiques d'Uber ou d'Airbnb, basés non pas sur la propriété des assets par l'entreprise mais simplement sur leur utilisation.

### Les formations
The Family a organisé plusieurs formations et des rencontres sur l'entrepreneuriat comme Koudetat.
En 2017, The Family propose une formation destinée au management intermédiaire des grandes sociétés, afin de les « familiariser avec les façons de penser nées de l'apport des technologies numériques ».

## Financement et investissements
The Family a levé 700 000 euros en 2014. En 2018 l'entreprise lève 15 millions d'euros. Au mois de mai 2017, selon le site internet de l'entreprise, la valorisation totale des startups du portefeuille de The Family aurait franchi le seuil d'un milliard d'euros.

## Problèmes de gouvernance
En mars 2022, les dirigeants de The Family constatent un comportement potentiellement délictueux de la part de son cofondateur Oussama Ammar et en informent les actionnaires. Selon l'entreprise, Oussama Ammar aurait, en 2019-2020, détourné 3 millions d'euros levés pour être investis dans différentes sociétés aux États-Unis. The Family a engagé plusieurs procédures aux Îles Caïmans, en France et en Angleterre, y compris une procédure pénale avec dépôt de plainte le 23 mars 2022 à Paris pour abus de confiance, faux et usage de faux et soupçon de blanchiment. En interne, le cabinet Pwc a été mandaté afin d'analyser les flux financiers entre The Family et Oussama Ammar.
En mai 2022, une enquête de Capital révèle la clef de répartition des plus-values à venir issues du portefeuille de The Family. Le fonds LGT Capital (appartenant à la famille princière de Liechtenstein) bénéficie d'une position prépondérante dans les distributions futures : il se voit attribuer par contrat la garantie de retrouver deux fois sa mise.
Plusieurs actionnaires de The Family la considèrent comme dysfonctionnelle. La maison-mère britannique ne tient pas d'assemblée générale d'actionnaires. Pour certains investisseurs de TheFamily « Les règles les plus élémentaires de structuration et de bonne gestion n'ont jamais été respectées ».
La société The Family (Paris) SAS, filiale française du groupe The Family, longtemps vouée à exploiter les anciens locaux parisiens du groupe (fermés en septembre 2020), a demandé le 1er août 2022 à être mise en liquidation judiciaire. La demande a été examinée le 30 août 2022. Les comptes 2017 de cette filiale n'avaient pas été certifiés par son commissaire aux comptes.

Frédéric Montagnon, actionnaire de The Family (Holdings) Ltd, formule l'observation suivante : 

« Oussama Ammar n’a fait qu’appliquer ce qu’il professe dans ses vidéos. Il a toujours tenu un discours très agressif vis-à-vis des investisseurs, disant qu’il fallait leur prendre de l’argent sans être trop regardant sur les moyens. […] Il est regrettable que ce discours toxique reste suivi - voire vénéré - par autant de jeunes désireux de lancer leur start-up »

— Frédéric Montagnon
The Family dépose plainte avec constitution de partie civile contre Oussama Ammar en janvier 2023 pour « abus de biens sociaux » et « faux et usage de faux ».

## Procédures judiciaires
À partir d'octobre 2021, Oussama Ammar est soupçonné par le conseil d'administration de The Family d'avoir détourné plus de 4,5 millions d'euros depuis les comptes en banque de The Family ainsi que sur une enveloppe collectée en 2019-2020 et destinée à être investie dans diverses cibles aux États-Unis.
Alors qu'il avait annoncé avoir quitté The Family en novembre 2021 pour orienter sa carrière sur le Web3, il aurait plutôt été remercié et forcé à démissionner par ses associés après la découverte de ces malversations.
The Family a engagé ensuite plusieurs actions aux îles Caïmans, en France et en Angleterre, dont une procédure pénale lancée à Paris le 23 mars 2022 pour abus de confiance, faux et usage de faux et blanchiment. À la suite du dépôt de plainte, l'avocat de The Family indique qu'une enquête est en cours à la brigade de répression de la délinquance astucieuse. En janvier 2023, l'avocat de The Family annonce qu'une plainte avec constitution de partie civile a été déposée, toujours pour des faits d'abus de confiance, faux et usage de faux,.
Dans le cadre de la procédure aux îles Caïmans, les actifs détenus par Oussama Ammar et ses holdings personnelles ont fait l'objet d'une ordonnance de saisie conservatoire dans le monde entier, rendue le 15 mars 2022. Il a par la suite été condamné à une amende de 150 000 dollars des îles Caïmans (environ 175 000 euros) pour outrage au tribunal, faute d'avoir consenti à révéler l'état de son patrimoine.
Une plainte a également été déposée à Londres le 6 juillet 2022, visant notamment des actes de gestion d'Oussama Ammar en tant que dirigeant de The Family, co-gérant de son portefeuille d'actifs et fournisseur de services stratégiques aux entités du groupe.
En décembre 2023, Oussama Ammar et deux de ses sociétés personnelles sont condamnés par la Grand Court of the Cayman Islands, juridiction des Îles Caïmans, à verser plus de 7 millions d’euros à The Family.